# Палац Сулятицьких (Юрківці)
Палац Сулятицьких — пам'ятка у селі Юрківці Яришівської сільської громади Могилів-Подільського району Вінницької області.
Юрківці — старе поселення на Поділлі, яке відоме вже з 15 ст. Поселення належало спочатку Миткам, пізніше Язловецьким. Наприкінці 18 ст. Юрківці належали Сулятицьким, зокрема Войцеху Сулятицькому. В 1900 р. Казимір Сулятицький продав маєток російському генералові — Устинову і виїхав назавжди до Галичини.
В першій чверті 19 ст. Сулятицькі вибудували в Юрківцях палац.
Палац у вигляді прямокутника, двоповерховий на високому підмуркові. Будинок покритий високим чотирьохспадовим дахом. На фронтовій частині посередині знаходився ґанок, що складався з чотирьох дорицьких колон. На стінках, що фланкували сходи літом виставлялися вазони.
Вікна нижнього поверху є квадратними і вдвічі меншими за вікна верхнього поверху. Відомо, що всередині палац містить багато цінних речей та пам'яток родин Тишкевичів та Радзивіллів бердичівських. Ймовірно, що всі цінні речі Казимір Сулятицький вивіз до своєї резиденції у Семенівці біля Львова. Багато архівів та речей з Юрковець зникли в 1939 р.
Ймовірно, парк та палац знищені ще під час першої світової війни.
На згадку про пам'ятку у селі - Палац Сулятицьких - залишилася станція Сулятицька.

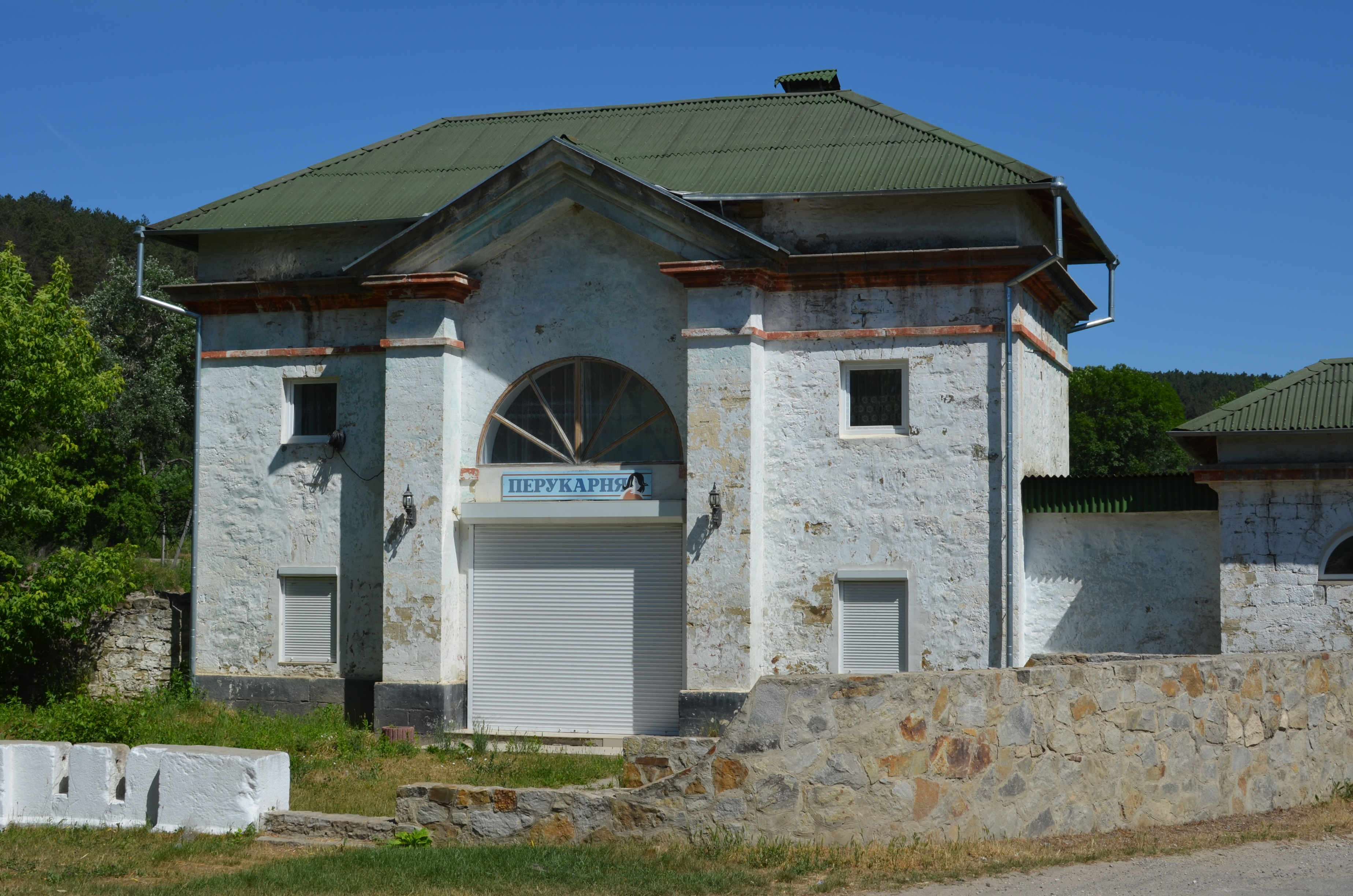
Брама - споруда, що залишилася від палацу Сулятицьких в селі Юрківцях.

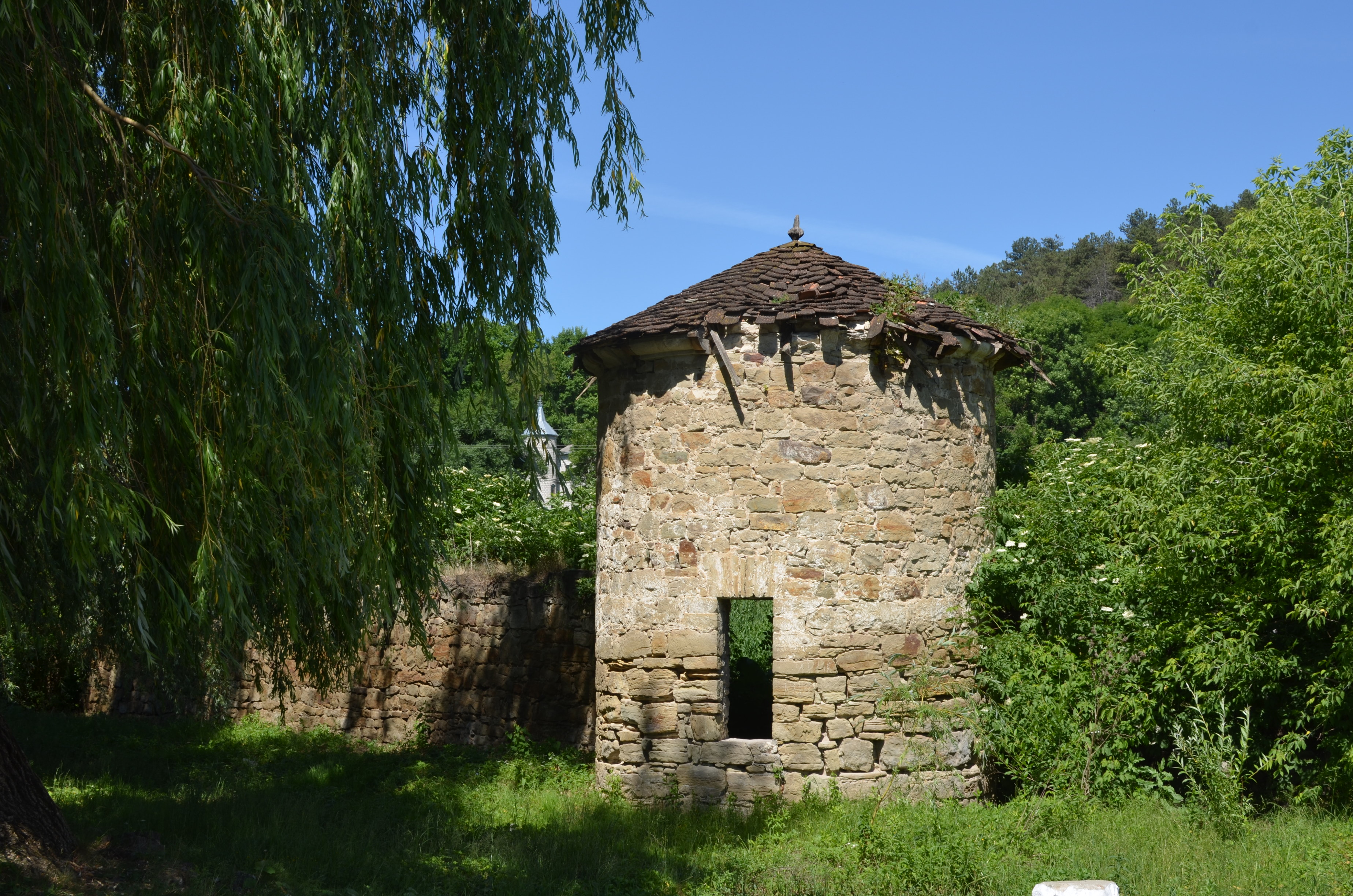
Мур та башта, примикають із західної сторони до Брами (в'їзних воріт) до палацу Сулятицьких у с. Юрківці Могилів-Подільського району